# Ansambel Franca Miheliča
Ansambel Franca Miheliča (nemško Ensemble Franz Mihelic) je narodnozabavna zasedba, ki je bila ustanovljena leta 1970. Zaradi svoje izvirnosti ansambel velja za enega najboljših v tej zvrsti glasbe, postavljajo jih celo ob bok utemeljiteljema te zvrsti, Slavku Avseniku in Lojzetu Slaku z njunima ansambloma. Sedež imajo v Sodražici.

## Zasedba
Ansambel Franca Miheliča sestavljajo harmonikar in vodja ansambla Franc Mihelič, kitarist Milan Kokalj, basist Tadej Mihelič in vokalista Bernarda Mihelič in Ivan Hudnik. 
Na začetku delovanja ansambla so se kitaristi velikokrat zamenjali. Za Borisom Fojkarjem in pozneje Benjaminom Ličerjem je v ansamblu igral Janez Lužar, ki ga je nato za več kot desetletje nasledil Ludvik Trškan, od leta 1981 pa je kitarist ansambla Milan Kokalj. Bas je v ansamblu po odhodu Milana Vesela igral Silvo Šink, za njim pa Sašo Vavpetič. Od leta 1994 je ta inštrument igral Andrej Zupanek, ki ga je nato zamenjal Frančev in Bernardin sin Tadej. Svoj čas je v ansamblu bas igral tudi Milan Mihelič, brat vodje ansambla Franca. Ob razširitvi ansambla v kvintet sta v njem igrala tudi brata Zeme – Andrej na trobento in Bojan na klarinet. Od leta 1997 ansambel spet nastopa kot trio s pevcema.
Leta 2004 je prišlo do zamenjave pevcev. Dolgoletni član Franc Lovšin je zaradi zdravstvenih razlogov nehal z nastopanjem z ansamblom. Zamenjal ga je Ivan Hudnik.

## Delovanje
Začetki ansambla segajo v leto 1966, ko je nastal trio Franca Miheliča. Sestavljali so ga Franc Mihelič na harmoniki, kitarist Boris Fojkar in basist na kontrabasu Milan Vesel. Igrali so Avsenikove in Slakove skladbe, veliko so nastopali na veselicah. Dve leti pozneje, leta 1968, so se prvič srečali z bratom in sestro Lovšin, Francem in Bernardo (pozneje ženo vodje ansambla), in začeli skupaj nastopati. Nastopanje ansambla je bilo nato za skoraj dve leti prekinjeno zaradi vojaščine vodje ansambla. Leta 1970 so spet začeli nastopati v skoraj enaki zasedbi kot pred prekinitvijo, le da je tokrat na kitaro igral Benjamin Ličer. Jeseni so zmagali na tekmovanju na Barju, po kateri so dobili povabilo za nastop v radijski oddaji Koncert iz naših krajev. Ta nastop štejejo za začetek delovanja ansambla.
Hitro so postali znani po radijskih in televizijskih postajah v Sloveniji. Uspeh so doživeli tudi v tujini, saj so jih v sosednjih državah poleg Ansambla bratov Avsenik okronali za kralje narodnozabavne glasbe.
Ansambel Franca Miheliča je v svoji dolgi zgodovini igral že po praktično celotni Sloveniji, na Južnem Tirolskem v Italiji in Avstriji. Leta 1977 so člani ansambla odšli tudi na mesec in pol trajajočo turnejo po ZDA in Kanadi. Letno imajo od 150 - 200 nastopov doma in v tujini.
Posneli so osem samostojnih televizijskih oddaj. V tujini so nastopili na vseh pomembnejših radijskih in televizjskih postajah, med drugim tudi sedemkrat na osrednji avstrijski oddaji Senik z godci oziroma Musikantenstadl. Igrali so tudi Titu, Kardelju in drugim državnikom. Večkrat so zastopali Slovenijo na mednarodnih festivalih. V zagrebški oddaji Dober dan, Jugoslavija so bili verjetno najpogostejši gost.
Po tem ansamblu se zgleduje še en ansambel iz Sodražice - Ansambel Roka Žlindre. Skupaj so leta 2015 posneli pesem Nasmehni se, za katero je glasbo in aranžma napisal Franc Mihelič, besedilo pa Igor Pirkovič. Premierno so jo predstavili na koncertu ob 10-letnici ansambla Roka Žlindre.

### Koncert ob 35-letnici delovanja
Ob 35-letnici delovanja je ansambel 6. 11. 2005 v Ribnici pripravil koncert. Posnela ga je RTV Slovenija, ki je tudi izdala kaseto s posnetkom koncerta. Jubilejno so sicer to leto izdali 2 CD-ja in 2 DVD-ja.

### Koncert ob 40-letnici delovanja
Z enoletno zamudo so 5. novembra 2011 v dvorani Športnega centra Ribnica pripravili koncert ob 40-letnici delovanja ansambla. Obiskovalci so prišli iz vse Slovenije, pa tudi Avstrije, Italije in Belgije. Koncert je dosegel vrhunec, ko so se ansamblu na odru kot gostje presenečenja pridružili Fantje s Praprotna in so skupaj zaigrali in zapeli pesem V dolini tihi, s čimer so se poklonili Lojzetu Slaku, ki je umrl dober mesec pred tem koncertom. Koncert je posnela in v posnetku predvajala tudi Televizija Slovenija.

### Knjiga, zgoščenka in koncert ob 45-letnici delovanja
Ob 45-letnici delovanja ansambla leta 2015 sta izšli istoimenski knjiga in zgoščenka Glasba je moj čarobni svet. Knjigo je napisal pisatelj Ivan Sivec, ki je za ansambel napisal vrsto besedil. V njej je opisal Miheličevo družino, sorodnike in druge sodelavce, mnenje Slavka Avsenika in drugih o Francu Miheliču, izpoved Miheliča samega, zbral pa je tudi vse skladbe v slovenskem in nemškem jeziku in naslovnice vseh nosilcev zvoka. Sivec je napisal tudi besedilo za naslovno pesem zgoščenke. 7. marca istega leta so v Športni dvorani v Sodražici pripravili velik koncert.

## Diskografija
Ansambel Franca Miheliča je izdal vrsto projektov v slovenščini in v nemščini.
V slovenščini:
- Se Ribn'čan spremenil ni (1973) – LP plošča in kaseta, zlata naklada
- Dolina Ribniška (1976) – LP plošča in kaseta, srebrna naklada
- Mornar (1976) – singel, LP plošča
- Cerkniško jezero (1977) – LP plošča in kaseta, srebrna naklada
- Moja ljubljena dežela (1977) – LP plošča in kaseta
- Vesela polka, vince in pesem (1978) – LP plošča in kaseta, srebrna naklada
- Košček domovine (1980) – LP plošča in kaseta
- Danes praznujemo, Mami za praznik (1980) – singel, LP plošča
- Naš Urban (1983)– LP plošča in kaseta, srebrna naklada
- Vsi na ples (1986) – LP plošča in kaseta
- Najlepše melodije – kaseta
- Zakladi Slovenije – kaseta
- Zlate ribniške polke in valčki – kaseta
- Naših 20 let – CD
- Pod Gorjance grem – CD
- Kjer lastovke gnezdijo – CD, zlata naklada
- Ko harmonika zapoje – CD
- Moj dragi dom – CD
- Jubilejni koncert ob 35-letnici – CD
- Najlepši posnetki 1970 – 1977 – CD
- 40 let – jubilejni koncert – CD
- Glasba je moj čarobni svet (2015) – CD

V nemščini:
- Ein Herz voll Liebe – LP plošča in kaseta
- Fröchliche Harmonika – LP plošča in kaseta
- Ein Stückchen Heimat – LP plošča in kaseta
- Fahr mit mir nach Ribnica – LP plošča in kaseta
- Von Oberkrain nach Tirol – LP plošča in kaseta
- Goldmarie – LP plošča in kaseta
- Mama – singel, LP plošča
- Lebe wohl ... Ein Herz voll Liebe – singel, LP plošča
- Polka Wein u. fröhliches Singen – CD
- Freut euch mit uns – LP plošča, kaseta in CD
- Nur auf's Herz kommt es an – LP plošča, kaseta in CD
- Renate – LP plošča, kaseta in CD
- 20 top Volltreffer – CD
- Musik aus Oberkrain – CD
- Es soll doch für immer sein – CD
- Muzikantenfest mit dem Ensemble Franz Mihelič – CD
- Ich bin ein Musikant – CD
- Gold Edition – CD
- Instrumental – CD
- Herzlichst – CD

## Največje uspešnice
Ansambel Franca Miheliča je najbolj poznan po naslednjih skladbah:
- Kjer lastovke gnezdijo
- Ob koncu tedna
- Veseli Ribn'čan
- Vračam se domov
- Vsi na ples
- Zadnja planika